# 13561 Kudogou
13561 Kudogou eller 1992 SB1 är en asteroid i huvudbältet som upptäcktes 23 september 1992 av de båda japanska astronomerna Kazuro Watanabe och Masayuki Yanai vid Kitami-observatoriet. Den är uppkallad efter amatörastronomen Gou Kudo.
Asteroiden har en diameter på ungefär 20 kilometer.